# BMW Série 2 Coupé
Ne doit pas être confondu avec BMW Série 02.
La BMW Série 2 est un modèle d'automobile produit par le constructeur allemand BMW en coupé et cabriolet à partir de 2014. La Série 2 coupé et cabriolet remplace les versions coupées et cabriolet de la Série 1.

## Première génération (2014-2021)

### Série 2 Coupé (F22)
La première génération de Série 2 est commercialisée en 2014. Elle est basée sur la berline compacte Série 1 (F20/F21).
BMW dévoile les versions restylées de ses Série 1 et Série 2 en mai 2017. La Série 1 se dote de nouvelles finitions : Shadow, Sport Shadow et M Performance Shadow. Elles se démarquent par des inserts noirs sur les naseaux de la calandre, des phares, des feux arrière fumés et des pots d'échappement noirs. La Série 2 arbore des projecteurs à LED dans ses feux avant et arrière.
Pour la première fois, une version Gran Coupé est déclinée à partir de la fin 2019 et est considérée comme le modèle intermédiaire entre une Série 1 Sedan et une Série 3 Gran Coupé.

#### Phase 1
Les valeurs entre parenthèses correspondent à la variante équipée de la transmission intégrale xDrive.
Les chiffres de consommation de carburant et de pollution correspondent aux chiffres maximaux proposés par le constructeur.
|                            | 220i                         | 228i                                           | M235i (xDrive)                                 | 218d                                           | 220d                                           | 225d                                           |
| -------------------------- | ---------------------------- | ---------------------------------------------- | ---------------------------------------------- | ---------------------------------------------- | ---------------------------------------------- | ---------------------------------------------- |
| Code moteur                | N20B20U0 (en)                | N20B20U0 (en)                                  | N55B30O0                                       | N47D20C                                        | N47D20C                                        | N47D20C                                        |
| Moteur                     | 4-cylindres en ligne         | 4-cylindres en ligne                           | 6-cylindres en ligne                           | 4-cylindres en ligne                           | 4-cylindres en ligne                           | 4-cylindres en ligne                           |
| Admission                  | Turbocompressé (twin scroll) | Turbocompressé (twin scroll)                   | Turbocompressé (twin scroll)                   | Turbocompressé                                 | Turbocompressé                                 | Turbocompressé                                 |
| Cylindrée (cm3)            | 1 997                        | 1 997                                          | 2 979                                          | 1 995                                          | 1 995                                          | 1 995                                          |
| Puissance maximale ch (kW) | 184                          | 245                                            | 326                                            | 143                                            | 184                                            | 218                                            |
| au régime de (tr/min)      | 5 000 à 6 250                | 5 000 à 6 500                                  | 5 800 à 6 000                                  | 4 000                                          | 4 000                                          | 4 400                                          |
| Couple maximal (N m)       | 270                          | 350                                            | 450                                            | 320                                            | 380                                            | 450                                            |
| au régime de (tr/min)      | 1 250 à 4 500                | 1 250 à 4 800                                  | 1 300 à 4 500                                  | 1 750 à 2 750                                  | 1 750 à 2 500                                  | 1 500 à 2 500                                  |
| Transmission               | Propulsion                   | Propulsion / Transmission intégrale (xDrive)   | Propulsion / Transmission intégrale (xDrive)   | Propulsion                                     | Propulsion                                     | Propulsion                                     |
| Boîte de vitesses          | Manuelle à 6 rapports        | Automatique à 8 rapports Manuelle à 6 rapports | Automatique à 8 rapports Manuelle à 6 rapports | Automatique à 8 rapports Manuelle à 6 rapports | Automatique à 8 rapports Manuelle à 6 rapports | Automatique à 8 rapports Manuelle à 6 rapports |
| Vitesse maximale (km/h)    | 235                          | 250                                            | 250                                            | 213                                            | 230                                            | 242                                            |
| 0-100 km/h (s)             | 7,0                          | 5,7                                            | 4,8 (4,6)                                      | 8,9                                            | 7,1                                            | 6,3                                            |
| Consommation (L/100 km)    | 6,3                          | 6,4                                            | 7,6 (7,8)                                      | 4,1                                            | 4,1                                            | 4,2                                            |
| Émissions de CO2 (g/km)    | 148                          | 149                                            | 176 (182)                                      | 119                                            | 125                                            | 125                                            |
| Capacité du réservoir (L)  | 52                           | 52                                             | 52                                             | 52                                             | 52                                             | 52                                             |
| Masse à vide (kg)          | 1 425                        | 1 480                                          | 1 530 (1 600)                                  | 1 450                                          | 1 465                                          | 1 495                                          |
| Norme environnementale     | Euro 6                       | Euro 6                                         | Euro 6                                         | Euro 6                                         | Euro 6                                         | Euro 6                                         |

#### Phase 2
En 2017, de nouvelles motorisations sont apparues faisant place à la famille de moteurs modulaires [B].
Les valeurs entre parenthèses correspondent à la variante équipée de la transmission intégrale xDrive.
Les chiffres de consommation de carburant et de pollution correspondent aux chiffres maximaux proposés par le constructeur.
|                            | 218i                                           | 220i                                           | 230i                                           | M240i (xDrive)                                 | 218d                                           | 220d                                           | 225d                                           |
| -------------------------- | ---------------------------------------------- | ---------------------------------------------- | ---------------------------------------------- | ---------------------------------------------- | ---------------------------------------------- | ---------------------------------------------- | ---------------------------------------------- |
| Code moteur                | N20B20U0 (en)                                  | B48B20 (de)                                    | B48B20 (de)                                    | B58B30M0 (de)                                  | B47D20A                                        | B47D20A                                        | B47D20B                                        |
| Moteur                     | 3-cylindres en ligne                           | 4-cylindres en ligne                           | 4-cylindres en ligne                           | 6-cylindres en ligne                           | 4-cylindres en ligne                           | 4-cylindres en ligne                           | 4-cylindres en ligne                           |
| Cylindrée (cm3)            | 1 499                                          | 1 998                                          | 1 998                                          | 2 998                                          | 1 995                                          | 1 995                                          | 1 995                                          |
| Puissance maximale ch (kW) | 136                                            | 184                                            | 252                                            | 340                                            | 150                                            | 190                                            | 224                                            |
| au régime de (tr/min)      | 4 400 à 6 000                                  | 5 000 à 6 500                                  | 5 200 à 6 500                                  | 5 500 à 6 000                                  | 4 000                                          | 4 000                                          | 4 400                                          |
| Couple maximal (N m)       | 220                                            | 270                                            | 350                                            | 500                                            | 320                                            | 400                                            | 450                                            |
| au régime de (tr/min)      | 1 250 à 4 300                                  | 1 350 à 4 600                                  | 1 450 à 4 800                                  | 1 520 à 4 500                                  | 1 500 à 3 000                                  | 1 750 à 2 500                                  | 1 500 à 3 000                                  |
| Boîte de vitesses          | Automatique à 8 rapports Manuelle à 6 rapports | Automatique à 8 rapports Manuelle à 6 rapports | Automatique à 8 rapports Manuelle à 6 rapports | Automatique à 8 rapports Manuelle à 6 rapports | Automatique à 8 rapports Manuelle à 6 rapports | Automatique à 8 rapports Manuelle à 6 rapports | Automatique à 8 rapports Manuelle à 6 rapports |
| Vitesse maximale (km/h)    | 210                                            | 230                                            | 250                                            | 250                                            | 213                                            | 230                                            | 243                                            |
| 0-100 km/h (s)             | 8,9                                            | 7,2                                            | 5,6                                            | 4,6 (4,4)                                      | 8,2                                            | 7,0 (6,9)                                      | 6,2                                            |
| Consommation (L/100 km)    | 5,1                                            | 5,5                                            | 5,7                                            | 7,1 (7,4)                                      | 4,2                                            | 4,3 (4,7)                                      | 4,6                                            |
| Émissions de CO2 (g/km)    | 118                                            | 126                                            | 130                                            | 163 (169)                                      | 111                                            | 113 (124)                                      | 121                                            |
| Capacité du réservoir (L)  | 52                                             | 52                                             | 52                                             | 52                                             | 52                                             | 52                                             | 52                                             |
| Masse à vide (kg)          | 1 435                                          | 1 475                                          | 1 500                                          | 1 560 (1 615)                                  | 1 470                                          | 1 485 (1 560)                                  | 1 505                                          |
| Norme environnementale     | Euro 6                                         | Euro 6                                         | Euro 6                                         | Euro 6                                         | Euro 6                                         | Euro 6                                         | Euro 6                                         |

#### BMW M2
Une BMW M2 est lancée en 2016 et se positionne au-dessus de la M235i, version sportive de la Série 2,.
En 2017, la M2 est restylée après la Série 2 originale.
M2 Competition
En avril 2018, BMW dévoile au Salon automobile de Pékin 2018 la M2 Compétition, ce modèle reçoit un vrai moteur M, celui des M3 et M4, le fameux S55 en version dégonflée faisant 410 ch et 550 N m de couple. La face avant est revue avec un bouclier redessiné afin d'augmenter le flux d'air et un diffuseur arrière plus agressif, de nombreux éléments stylistiques font leur apparition tels que les fameux naseaux qui ne sont désormais plus séparés sont teintés en noir, de nouveaux sièges M Sport, deux nouvelles teintes de carrosserie apparaissent (Sunset Orange et Hockenheim Silver). La BMW M2 Compétition est légèrement plus lourde que son prédécesseur dû au fait d'un système de refroidissement plus important, à noter que cette M2 Compétition remplace la M2 Coupé.
M2 Competition Heritage Edition
En avril 2019, la BMW M2 Competition Heritage Edition, réservée au marché français et limitée à quarante exemplaires numérotés, est dévoilée.
Par rapport à la M2 Competition, elle reçoit des badges « X of 40 » Edition Heritage sur la carrosserie et la console centrale, des inscriptions latérales ainsi que des stickers Motorsport sur le bouclier et les flancs. De plus, elle bénéficie de nombreuses pièces en carbone du catalogue M Performance :
- ailettes latérales ;
- caches-moyeux flottants ;
- calandre ;
- coques de rétroviseurs ;
- diffuseur arrière ;
- embouts d’échappement ;
- lame avant ;
- spoiler arrière.

BMW M2 by FUTURA 2000 et BMW M2 Edition designed by FUTURA 2000

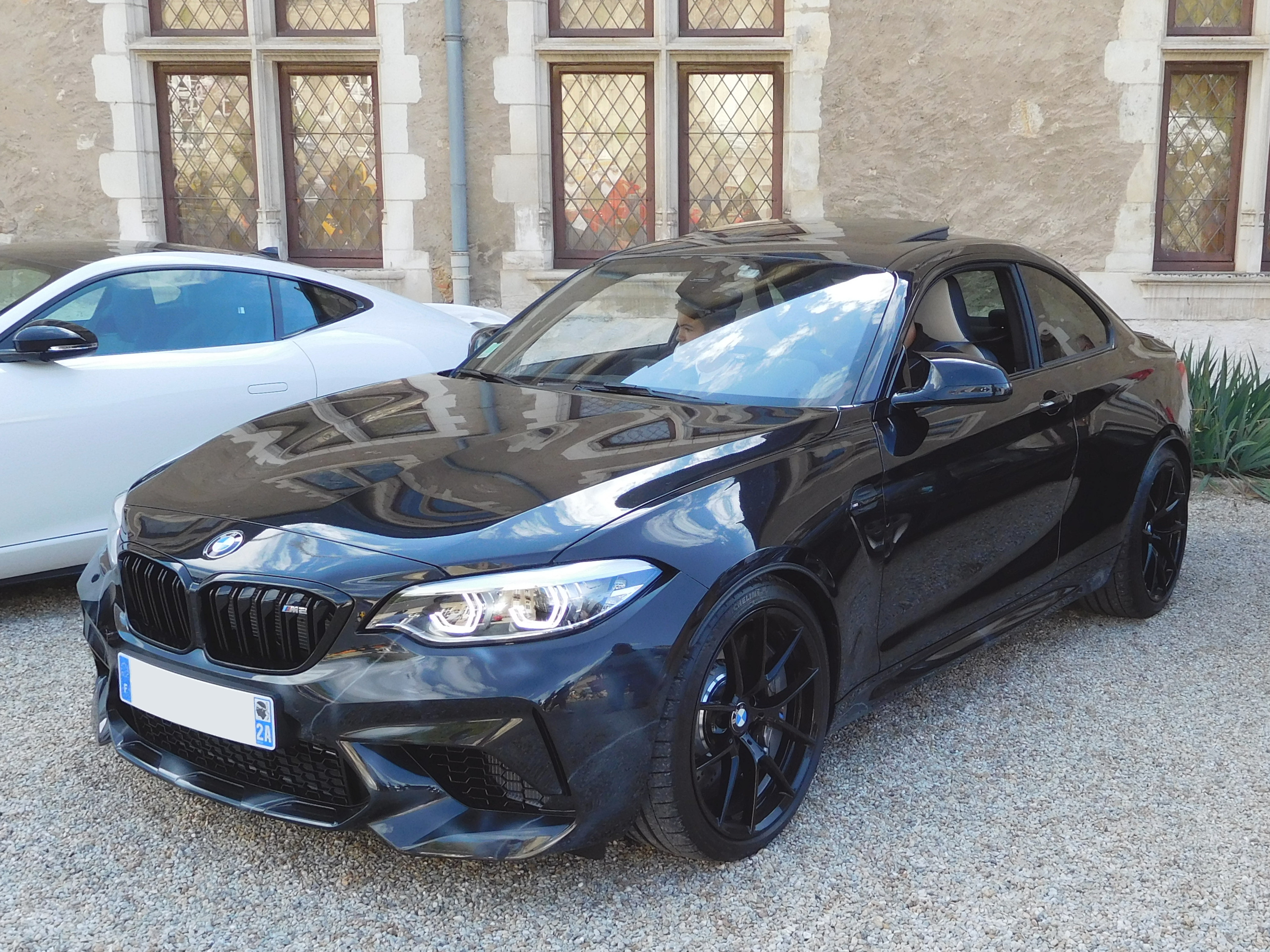
BMW M2 Edition designed by FUTURA 2000.

En 2020, trois modèles uniques de la M2 Competition, appelés « BMW M2 by FUTURA 2000 », sont peints par Futura 2000. Une série limitée de 500 « BMW M2 Edition designed by FUTURA 2000 » est lancée la même année, trois sont réservés au marché français.
M2 CS

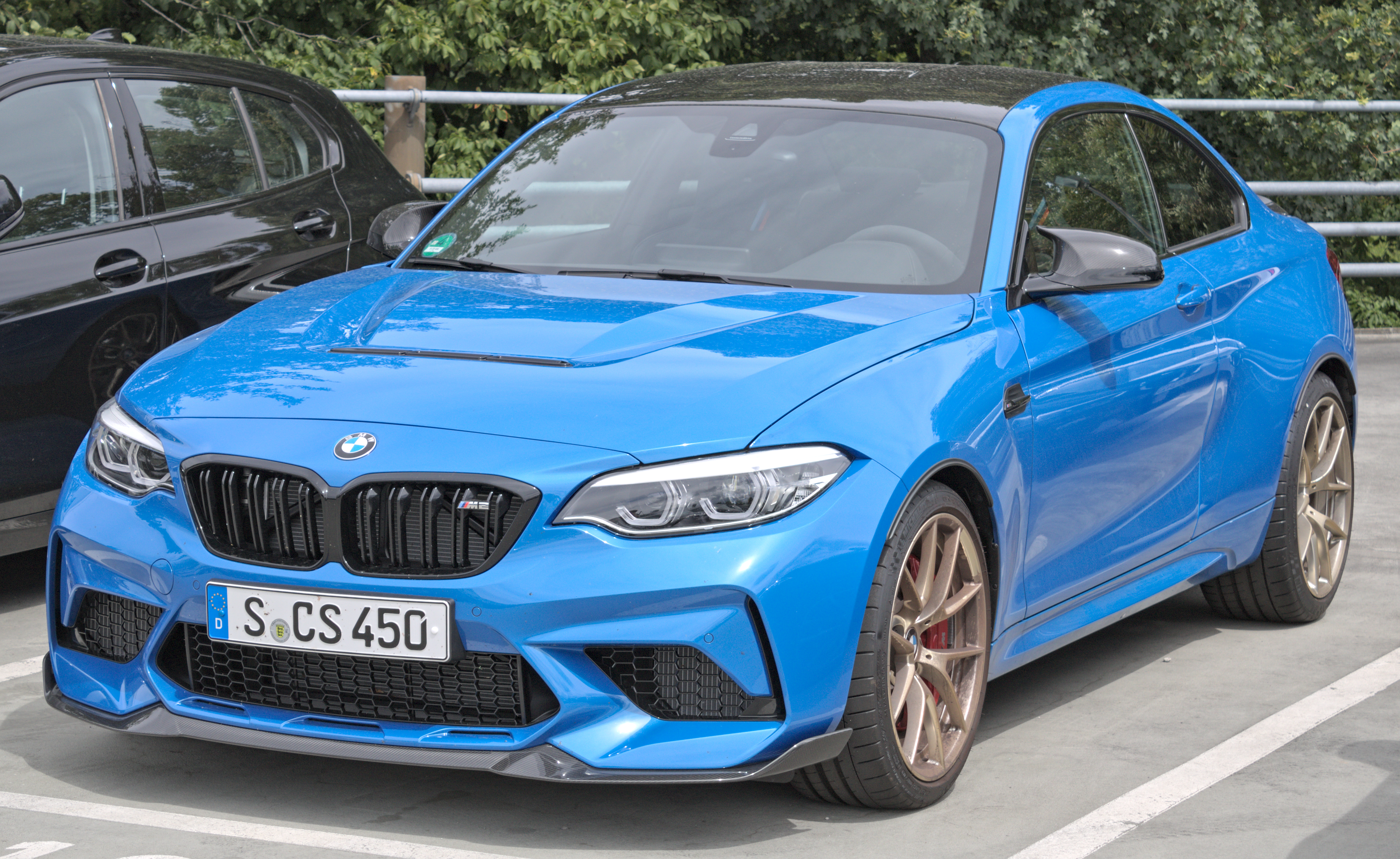
BMW M2 CS.

En novembre 2019, BMW présente la version radicale de la M2. Dénommée « CS », cette version est une édition limitée de la sportive bavaroise. Le 6-cylindres en ligne développe une puissance de 450 ch. À l'extérieur, la M2 reçoit une finition en fibre de carbone. Les jantes forgées de 19 pouces sont spécifiques à cette version.
À l'intérieur, la M2 accueille une finition en alcantara sur les sièges ainsi que sur le frein à main. Les sièges sont repris de la M4 CS. Elle peut être équipée, en option, d'un freinage carbone céramique.
|                            | M2                                              | M2 Compétition M2 Competition Heritage Edition  |
| -------------------------- | ----------------------------------------------- | ----------------------------------------------- |
| Code moteur                | N55B30T0                                        | S55B30T0                                        |
| Moteur                     | 6-cylindres en ligne                            | 6-cylindres en ligne                            |
| Cylindrée (cm3)            | 2 979                                           | 2 979                                           |
| Puissance maximale ch (kW) | 370                                             | 410                                             |
| au régime de (tr/min)      | 5 500 à 6 500                                   | 5 250 à 7 000                                   |
| Couple maximal (N m)       | 465                                             | 550                                             |
| au régime de (tr/min)      | 1 520 à 4 500                                   | 2 350 à 5 200                                   |
| Boîte de vitesses          | Séquentielle à 7 rapports Manuelle à 6 rapports | Séquentielle à 7 rapports Manuelle à 6 rapports |
| Vitesse maximale (km/h)    | 250                                             | 250                                             |
| 0-100 km/h (s)             | 4,3                                             | 4,2                                             |
| Consommation (L/100 km)    | 7,9                                             | 9,2                                             |
| Émissions de CO2 (g/km)    | 185                                             | 210                                             |
| Capacité du réservoir (L)  | 52                                              | 52                                              |
| Masse à vide (kg)          | 1 520 à 1 595                                   | 1 575 à 1 650                                   |
| Norme environnementale     | Euro 6                                          | Euro 6                                          |

### Série 2 Cabriolet (F23)

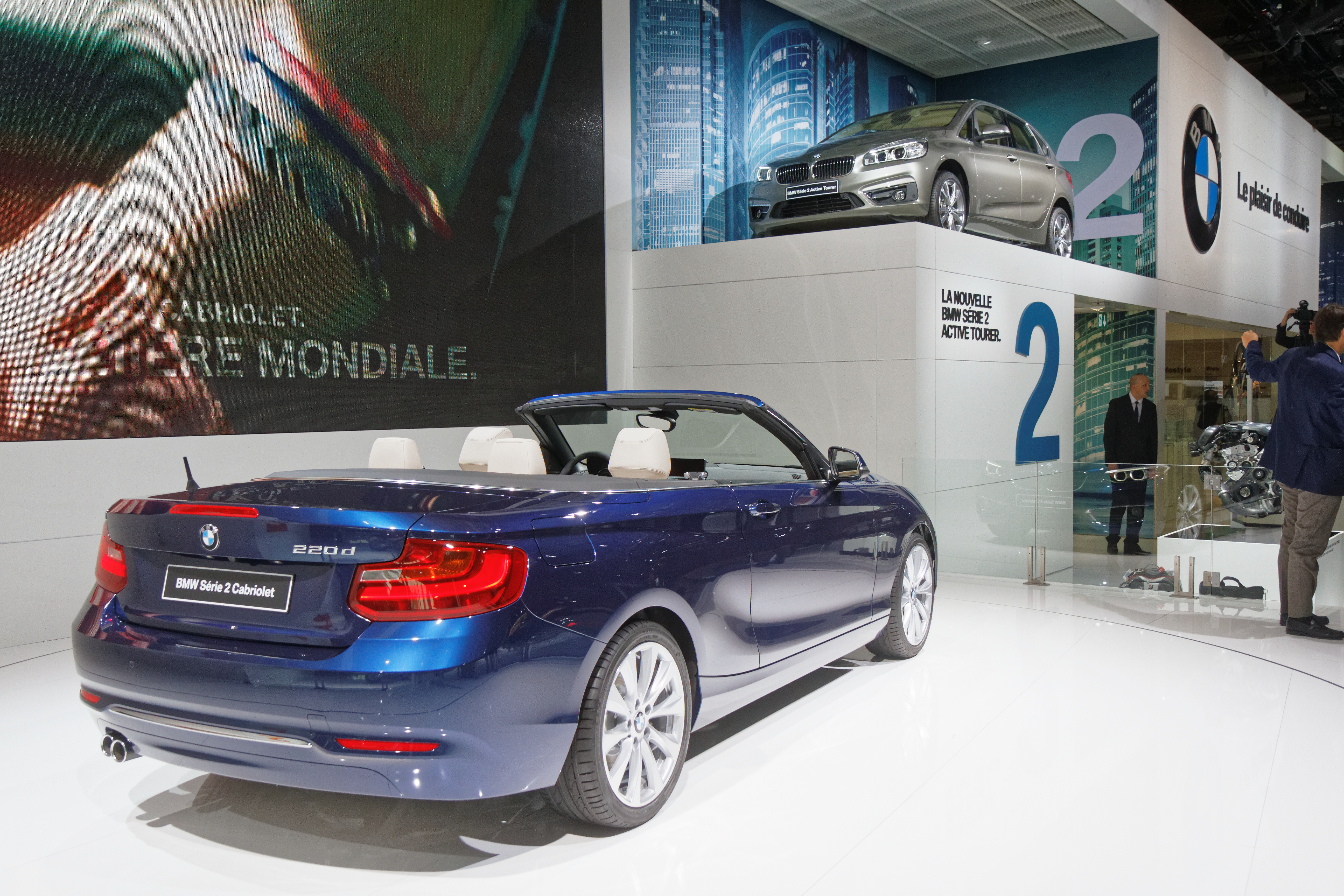

La Série 2 Cabriolet a été restylée en mai 2017.

#### Motorisations
Les valeurs entre parenthèses correspondent à la variante équipée de la transmission intégrale xDrive.
Les chiffres de consommation de carburant et de pollution correspondent aux chiffres maximaux proposés par le constructeur.
|                            | 218i                                              | 220i                                              | 230i                                              | M240i (xDrive)                                    | 218d                                              | 220d                                              | 225d                                              |
| -------------------------- | ------------------------------------------------- | ------------------------------------------------- | ------------------------------------------------- | ------------------------------------------------- | ------------------------------------------------- | ------------------------------------------------- | ------------------------------------------------- |
| Code moteur                | N20B20U0 (en)                                     | B48B20 (de)                                       | B48B20 (de)                                       | B58B30M0 (de)                                     | N47 / B47 (Après 2015)                            | N47 / B47 (Après 2015)                            | N47 / B47 (Après 2015)                            |
| Moteur                     | 3-cylindres en ligne                              | 4-cylindres en ligne                              | 4-cylindres en ligne                              | 6-cylindres en ligne                              | 4-cylindres en ligne                              | 4-cylindres en ligne                              | 4-cylindres en ligne                              |
| Cylindrée (cm3)            | 1 499                                             | 1 998                                             | 1 998                                             | 2 998                                             | 1 995                                             | 1 995                                             | 1 995                                             |
| Puissance maximale ch (kW) | 136                                               | 184                                               | 252                                               | 340                                               | 150                                               | 190                                               | 224                                               |
| au régime de (tr/min)      | 4 400 à 6 000                                     | 5 000 à 6 500                                     | 5 200 à 6 500                                     | 5 500 à 6 000                                     | 4 000                                             | 4 000                                             | 4 400                                             |
| Couple maximal (N m)       | 220                                               | 270                                               | 350                                               | 500                                               | 320                                               | 400                                               | 450                                               |
| au régime de (tr/min)      | 1 250 à 4 300                                     | 1 350 à 4 600                                     | 1 450 à 4 800                                     | 1 520 à 4 500                                     | 1 500 à 3 000                                     | 1 750 à 2 500                                     | 1 500 à 3 000                                     |
| Boîte de vitesses          | Automatique à 8 rapports ou manuelle à 6 rapports | Automatique à 8 rapports ou manuelle à 6 rapports | Automatique à 8 rapports ou manuelle à 6 rapports | Automatique à 8 rapports ou manuelle à 6 rapports | Automatique à 8 rapports ou manuelle à 6 rapports | Automatique à 8 rapports ou manuelle à 6 rapports | Automatique à 8 rapports ou manuelle à 6 rapports |
| Vitesse maximale (km/h)    | 205                                               | 226                                               | 250                                               | 250                                               | 205                                               | 225                                               | 235                                               |
| 0-100 km/h (s)             | 9,6                                               | 7,7                                               | 5,9                                               | 4,7 (4,6)                                         | 8,7                                               | 7,4                                               | 6,4                                               |
| Consommation (L/100 km)    | 5,8                                               | 6,1                                               | 6,2                                               | 7,4 (7,8)                                         | 4,5                                               | 4,4                                               | 4,9                                               |
| Émissions de CO2 (g/km)    | 134                                               | 140                                               | 142                                               | 169 (179)                                         | 118                                               | 117                                               | 128                                               |
| Capacité du réservoir (L)  | 52                                                | 52                                                | 52                                                | 52                                                | 52                                                | 52                                                | 52                                                |
| Masse à vide (kg)          | 1 590                                             | 1 615                                             | 1 645                                             | 1 705 (1 755)                                     | 1 615                                             | 1 630                                             | 1 650                                             |
| Norme environnementale     | Euro 6                                            | Euro 6                                            | Euro 6                                            | Euro 6                                            |                                                   |                                                   |                                                   |

## Seconde génération (2021-) (G42)
La seconde génération de Série 2 est présentée le 8 juillet 2021 au Festival de vitesse de Goodwood.
La M2, version sportive de cette seconde génération de Série 2, sera dévoilée en octobre 2022 et sera produite à partir de la fin de cette même année pour une commercialisation en avril 2023. La M2 sera proposée avec une boîte manuelle ou automatique. 

### Caractéristiques techniques
La Série 2 Coupé de seconde génération repose sur la plateforme technique CLAR du constructeur provenant des Série 3 et Série 4, et non plus sur la Série 1.

#### Motorisations
Le constructeur bavarois propose trois motorisations sur la Série Coupé, deux essence et un diesel. La 220i est dotée d’un quatre cylindres essence 2,0 L de 184 ch et 300 N m de couple. La version M240i xDrive reçoit le 6-cylindres en ligne 3,0 L de 374 ch et 500 N m de couple associé à une transmission intégrale xDrive non déconnectable. En diesel, c'est le 4-cylindres 2,0 L de 190 ch et 400 N m qui officie sous le capot de la 220d, associé à une hybridation légère. Toutes les motorisations sont accouplées à une boîte automatique à huit rapports.
| Moteur                     | 4-cylindres en ligne        | 6-cylindres en ligne        | 4-cylindres en ligne        |         |         |         |
| Code moteur                | B48                         | B58                         | B47                         |         |         |         |
| Alimentation               | Turbocompressé              | Turbocompressé              | Turbocompressé              |         |         |         |
| Cylindrée (cm3)            | 1 998                       | 2 998                       | 1 997                       |         |         |         |
| Puissance maximale ch (kW) | 184 (135)                   | 374 (275)                   | 190 (140)                   |         |         |         |
| au régime de (tr/min)      | 5 000 à 6 500               | 5 500 à 6 500               | 4 000                       |         |         |         |
| Couple maximal (N m)       | 300                         | 500                         | 400                         |         |         |         |
| au régime de (tr/min)      | 1 350 à 4 000               | 1 900 à 5 000               | 1 750 à 2 500               |         |         |         |
| Boîte de vitesses          | Automatique ZF à 8 rapports | Automatique ZF à 8 rapports | Automatique ZF à 8 rapports |         |         |         |
| Transmission               | Propulsion                  | Intégrale                   | Propulsion                  |         |         |         |
| Vitesse maximale (km/h)    | 236                         | 250                         | 226                         |         |         |         |
| 0-100 km/h (s)             | 7,5                         | 4,3                         | 6,9                         |         |         |         |
| Consommation (L/100 km)    | 6,9                         | 8,8                         | 5,1                         |         |         |         |
| Émissions de CO2 (g/km)    | 156                         | 200                         | 134                         |         |         |         |
| Capacité du réservoir (L)  | 52                          | 52                          | 51                          |         |         |         |
| Masse à vide (kg)          | 1 565                       | 1 765                       | 1 655                       |         |         |         |
| Norme environnementale     | Euro 6d                     | Euro 6d                     | Euro 6d                     | Euro 6d | Euro 6d | Euro 6d |

### Finitions
- Base
- M Sport
- Performance

## Culture populaire
La Série 2 est présente dans divers jeux vidéo ou films/séries dans diverses versions qui sont précisées ci-après.
Films et séries :
- Beck, saison 5 épisode 1, 220i M Sport
- American Crime, saison 2 épisode 1, M235i
- Mère et Fille, California Dream, 2016, Série 2 Active Tourer

Jeux vidéo :
- Real Racing 3 de 2013
- Asphalt 8: Airborne de 2013 : M2
- GT Racing 2: The Real Car Experience de 2013 : M235i
- Assetto Corsa de 2014 : M235i Racing
- DriveClub de 2014 : M235i
- Forza Horizon 2 de 2014 : M235i
- Nitro Nation de 2014 : M2
- CSR 2 de 2015 : M235i
- Forza Motorsport 6 de 2015 : M235i
- Need for Speed de 2015 : M2
- Need for Speed: No Limits de 2015 : M2
- Forza Horizon 3 de 2016 : M2 et M235i
- Forza Motorsport 6: Apex de 2016 : M235i
- Asphalt Street Storm Racing de 2017 : M2
- Forza Motorsport 7 de 2017 : M2
- Forza Horizon 4 de 2018 : M2
- Forza Horizon 5 de 2021 : M2
- Gran Turismo 7 de 2022 : M2 Compétition